# London Symphony Orchestra

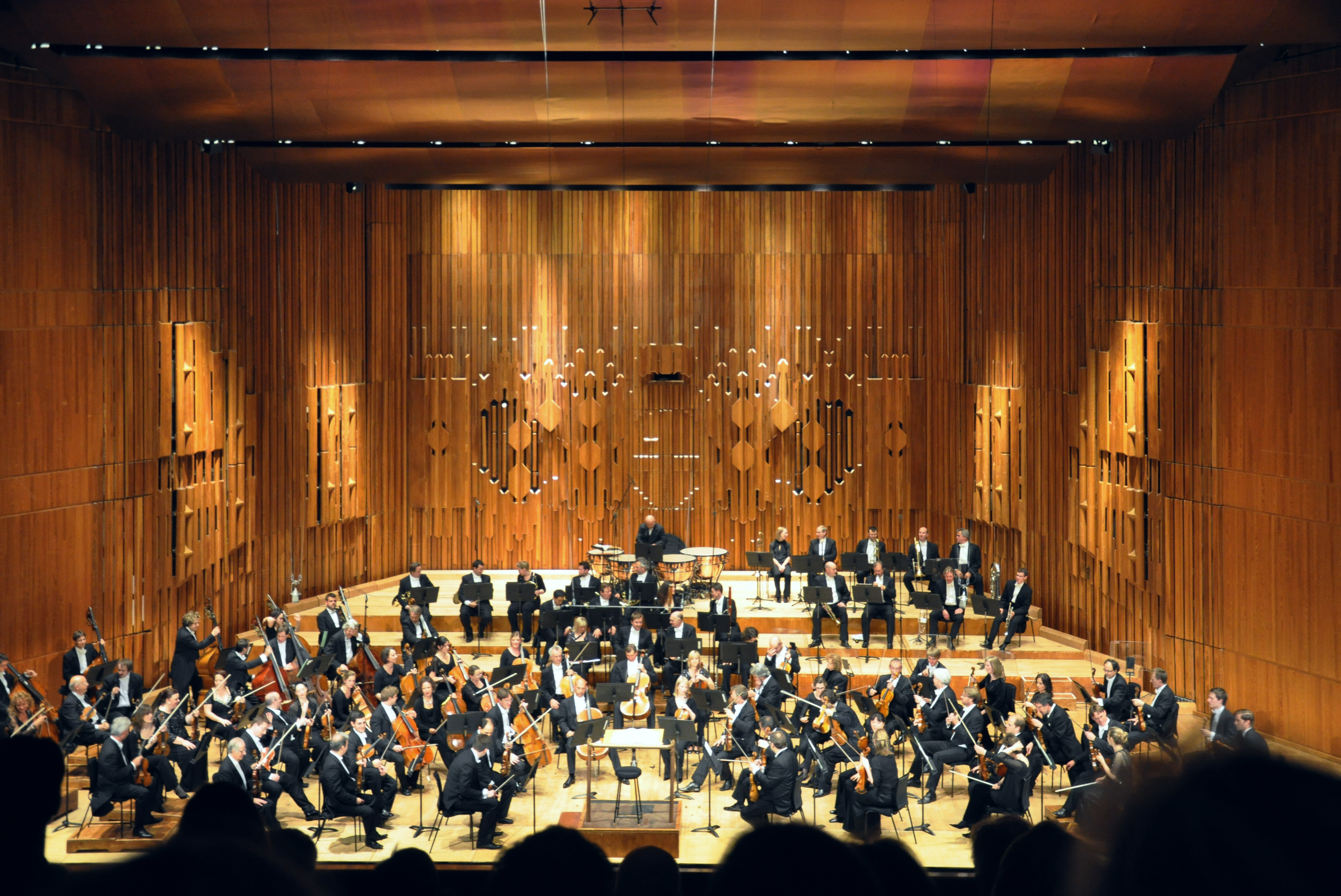
Das London Symphony Orchestra in der Barbican Hall, London

Das London Symphony Orchestra (LSO) ist eines der führenden Orchester des Vereinigten Königreichs mit Sitz in London.

## Geschichte
Das LSO wurde 1904 als erstes unabhängiges und selbstverwaltetes Orchester Englands gegründet. Etwa die Hälfte der Musiker war vorher im Queen’s Hall Orchestra. Der Anlass für die Gründung eines eigenen Orchesters bestand in der Rebellion gegen das dort ausgesprochene Verbot des „Stellvertreter“-Systems. (Bei diesem damals üblichen System konnten Musiker zu Proben und sogar Konzerten Stellvertreter senden, wenn sie an dem Tag andere, lukrativere Möglichkeiten zu einem Auftritt hatten. Im LSO wurde dieses Vorgehen dann ab 1929 zur Absicherung der Aufführungsqualität ebenfalls verboten.) Der erste Chefdirigent war Hans Richter, der das Gründungskonzert am 9. Juni 1904 leitete. Von Beginn an arbeitete das Orchester eng mit englischen Komponisten wie Edward Elgar und Ralph Vaughan Williams zusammen.
1906 fand ein Konzert in Paris statt, das erste Gastspiel eines britischen Orchesters im Ausland. Das erste Gastspiel außerhalb Europas erfolgte 1912 in den USA und Kanada unter dem Dirigenten Arthur Nikisch. Dabei hat das LSO binnen 22 Tagen an 23 verschiedenen Spielstätten insgesamt 29 Konzerte gegeben. Weitere Reisen führten das LSO nach Südafrika (1956), Israel (1960) und Japan (1963). Die erste Welttournee führte das LSO 1964 nach Israel, die Türkei, den Iran, Indien, Hongkong, Korea, Japan und die USA. Das gefeierte Debüt bei den Salzburger Festspielen fand 1973 statt. Seither tourt das Orchester regelmäßig durch die ganze Welt, besondere Verbindungen bestehen durch die LSO American Foundation in die Vereinigten Staaten, jährliche Konzerte finden im New Yorker Lincoln Center statt. Des Weiteren tritt das Orchester seit 2006 regelmäßig in der Salle Pleyel in Paris auf – mit etwa vier Vorstellungen pro Jahr.

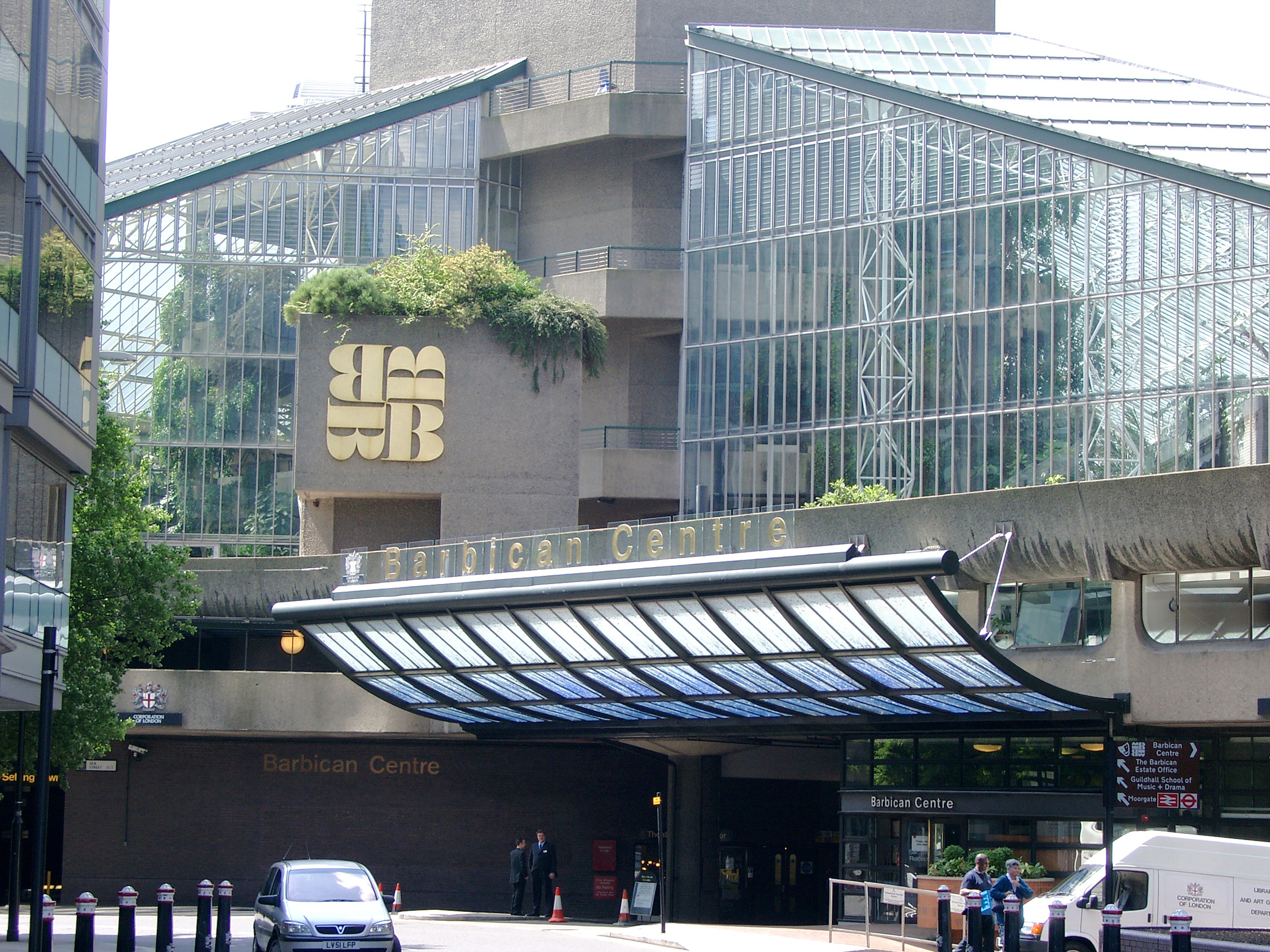
Barbican Art Centre in London, Eingang Silk Street

Als 1982 das neue Barbican Centre fertiggestellt wurde, wurde es zur ständigen Heimstatt des Orchesters. Die Barbican Hall, 2001 erneuert, ist Schauplatz seiner wichtigsten Konzerte. 2003 wurde zudem noch das LSO St Luke’s, UBS and LSO Music Education Centre eröffnet. Diese 1728 erbaute denkmalgeschützte Kirche
war seit 40 Jahren verfallen und enthält nun nach der Rekonstruktion neben der Jerwood Hall für Konzerte zusätzliche Proben- und Verwaltungsräume. Das LSO St Luke’s ist auch Zentrum des ausgezeichneten LSO Discovery-Programms, welches musikalische Aufbauarbeit mit Kindern und Jugendlichen, dem potenziellen Konzertpublikum der Zukunft, macht. Die Bemühungen des Orchesters um die Heranführung des jungen Publikums an die klassische Musik begannen bereits 1946 im Auftrage des britischen Erziehungsministeriums mit der Aufnahme des Films The Instruments of the Orchestra. In diesem wurden anhand des speziell für diesen Film von Benjamin Britten komponierten Stückes The Young Person’s Guide to the Orchestra die verschiedenen Instrumente und Instrumentengruppen eines Sinfonieorchesters vorgestellt und ihr Zusammenspiel verdeutlicht.
Das neueste Projekt des LSO zur Förderung des musikalischen Nachwuchses ist das 2008 gestartete LSO on track, durch das junge Musiker aus den östlichen Stadtteilen Londons gefördert werden. Dabei erhalten junge Musiker auch Möglichkeiten, zusammen mit Musikern des LSO aufzutreten.

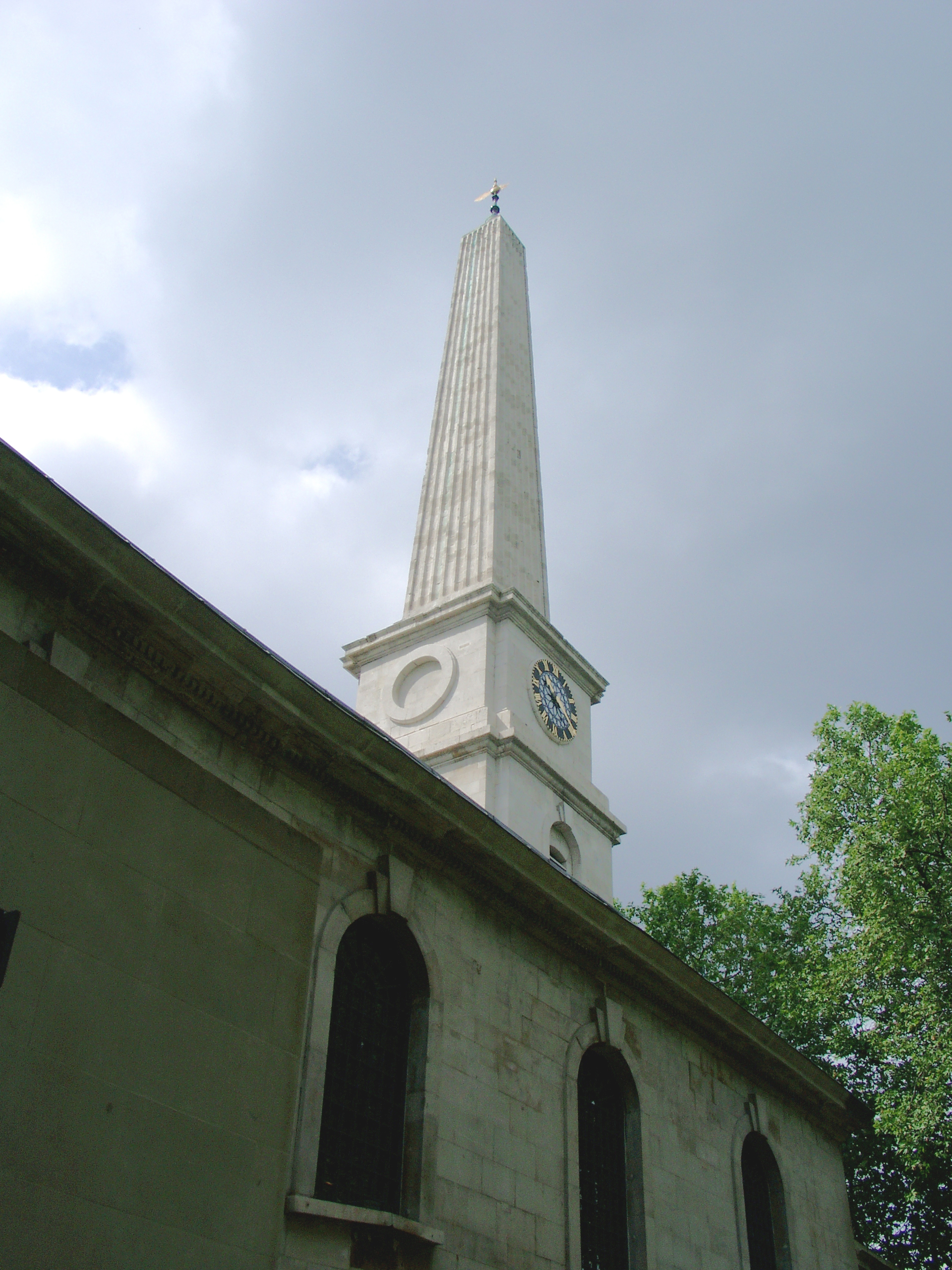
LSO St Luke’s, UBS and LSO Music Education Centre

Das Orchester hat neben dem Chefdirigenten (Principal Conductor), seit September 2017 als Music Director Simon Rattle, noch die Positionen Principal Guest Conductor (z. Zt. Gianandrea Noseda und François-Xavier Roth), Conductor Laureate (z. Zt. Michael Tilson Thomas) und Conductor Emeritus (André Previn) geschaffen. Darüber hinaus arbeitet es ständig mit weiteren Dirigenten zusammen und veranstaltet regelmäßig thematische Konzertreihen.
Das LSO ist ständig bestrebt, die zeitgenössische klassische Musik zu fördern. In den ersten hundert Jahren seiner Existenz wurden 209 zeitgenössische Werke uraufgeführt. Davon waren ab 1964 57 Auftragswerke des LSO. Hinzu kommen 78 Werke, bei denen die britische oder europäische Erstaufführung durchgeführt wurde.
In den Jahren 2001 und 2003 wirkte das Orchester beim internationalen Kompositionswettbewerb Masterprize mit und hat in den Finalkonzerten die Kompositionen, die bis zur Endauswahl gekommen sind, aufgeführt.
Seit 2005 fördert das LSO junge britische Komponisten durch die jährliche Durchführung des Panufnik Young Composers scheme.(Der polnische Komponist Andrzej Panufnik hatte selbst drei Kompositionsaufträge vom LSO erhalten und mit diesem einen Großteil seiner Kompositionen aufgenommen.) Bei diesem Projekt bekommen jeweils sechs Komponisten die Möglichkeit, für das LSO zu komponieren und die Umsetzung ihrer Kompositionen durch das Orchester mitzuerleben und mitzugestalten.
Das LSO wurde im Jahre 2008 durch die britische Fachzeitschrift Gramophone nach der Auswertung einer Befragung von Musikkritikern auf Platz 4 der besten Orchester der Welt gesetzt. Es nimmt damit gegenwärtig den höchsten Rang aller britischen Orchester ein.

## Jenseits des Konzertsaals
Das LSO hat sich frühzeitig als Orchester für Filmmusiken profiliert. Bereits ab 1922 wirkte es im Royal Opera House in Covent Garden als Begleitorchester für eine Reihe von Stummfilmaufführungen mit. 1935 hat das LSO mit der Musik zu Things to come (Regie: Alexander Korda, Komposition: Arthur Bliss) den ersten Filmsoundtrack mit speziell für einen Film komponierter sinfonischer Musik aufgenommen. Mit diesem Soundtrack wurde ein bis heute bestehender Standard für Filmmusik geschaffen. (Bis zu diesem Zeitpunkt war die Musik für Filme weitestgehend nur von kleineren Musikerensembles aufgenommen worden.) Erste bekannte weitere Beispiele unter Mitwirkung des LSO waren die Musik von John Greenwood zu Elephant Boy (1937), Warsaw Concerto von Richard Addinsell in Dangerous Moonlight (1941) und Cornish Rhapsody von Hubert Bath in Love Story (1944). Später folgten u. a. Star Wars (I-VI), Braveheart, Superman, Der Bär, Projekt Brainstorm, Krull, Oz – Eine fantastische Welt, Liebling, ich habe die Kinder geschrumpft, Falsches Spiel mit Roger Rabbit, Jäger des verlorenen Schatzes und vier der Harry-Potter-Filme. Insgesamt hat das LSO bisher Musik für über 340 Film-Soundtracks aufgenommen.
Auch der Popmusik gegenüber war das Orchester immer aufgeschlossen, wie die Mitwirkung bei der Aufnahme des Nummer 1 Hits One Moment in Time mit Whitney Houston 1988 oder beim Lied So lang’ man Träume noch leben kann mit der Münchener Freiheit zeigt. Die Fähigkeiten des Orchesters wurden auch bei der Einspielung von Ornette Colemans Crossover-Sinfonie Skies of America (1972) deutlich.
Weitere Beispiele für die Aufnahmetätigkeit in den verschiedensten Musikbereichen sind u. a. Apocalypse mit dem Mahavishnu Orchestra von John McLaughlin, Standing Stone von Paul McCartney, London Symphony Orchestra, Vol. 1 & 2 von Frank Zappa, Kolsimcha & London Symphony Orchestra mit der Klezmer-Band Kolsimcha sowie die Alben Schizophonia, Tarot Suite und The Hunting of the Snark von Mike Batt. Weiterhin wurden Musicals eingespielt, beispielsweise im Jahre 1984 Chess oder Musik aus Videospielen wie Final Fantasy, so geschehen 2014 mit Final Symphony, einem Programm, das im Jahr zuvor schon als Teil der Game-Concerts-Reihe in London aufgeführt und damit zum ersten Konzert dieses Genres für das LSO wurde.
Zusätzliche Bekanntheit erlangte das London Symphony Orchestra durch zahlreiche Arrangements verschiedener, weltbekannter Pop- und Rocktitel, die sie unter der Bezeichnung „Classic Rock“ veröffentlichten, wie mit Rick Wakemans Rockoper Journey to the Centre of the Earth von 1974. Das London Symphony Orchestra war quasi Mitbegründer dieses Musikgenres.
Infolge der seit 1913 bestehenden umfangreichen und vielseitigen Aufnahmetätigkeit in den verschiedenartigsten Musikbereichen ist das LSO das Orchester der Welt mit den meisten eingespielten Aufnahmen. Es hat hierbei jeweils die Verwendung der fortschrittlichsten Aufnahmetechnologien angestrebt. Die offizielle Diskographie des Orchesters verzeichnet mehr als 2600 Aufnahmetermine. Im Jahr 2000 gründete das LSO sein eigenes CD-Label, LSO Live, das unter anderem die Grammy-prämierte Aufnahme von Berlioz’ Les Troyens herausbrachte. Insgesamt veröffentlichte LSO Live bisher bereits mehr als 100 CDs/SACDs und DVDs/BDs.
Das LSO war 2012 das offizielle Orchester der Eröffnungs- und Abschlussfeiern der Olympischen Spiele sowie der Paralympischen Spiele in London.
2013 startete das Orchester mit dem Boléro von Maurice Ravel das Projekt LSO Play. Auf dieser Website ist es möglich, eine Konzertaufführung von vier selbst auswählbaren Kamerapositionen innerhalb des Orchesters zu betrachten. Außerdem sind Informationen über die einzelnen Instrumente bzw. Instrumentengruppen und Musiker des LSO abrufbar. Obwohl zunächst nur mit der Wiedergabe eines Musikstückes gestartet, erhielt dieses bereits 2014 den Jury-Preis in der Kategorie Musik des Webby Award.

## Chefdirigenten
1904–1911 Hans Richter

Die Bindung des damals 61-Jährigen, auch bereits mit anderen britischen Ensembles erfahrenen österreichisch-ungarischen Dirigenten Hans Richter für das Eröffnungskonzert und als erster Chefdirigent war ein Coup für die Gründer des Orchesters. Die von ihm gestellten Qualitätsanforderungen entsprachen den selbst gestellten Ansprüchen, ein überragendes Orchester nach dem Vorbild der Wiener Philharmoniker und Berliner Philharmoniker zu bilden. Da er als Chefdirigent lediglich etwa fünf Konzerte pro Jahr leitete, wurde durch das LSO notwendigerweise das Konzept der Gastdirigenten gefunden.
1911–1912 Edward Elgar

Die Tatsache, dass Edward Elgar nur ein Jahr Chefdirigent des LSO war, entspricht nicht der wahren Bedeutung der dreißigjährigen Beziehung des Komponisten zum Orchester. Er war Gastdirigent bereits in der ersten Spielzeit des LSO und der Dirigent in der ersten regionalen Tournee des LSO 1905 nach Birmingham, Liverpool, Manchester, Sheffield, Glasgow, Edinburgh, Newcastle und Bradford. Die ersten Uraufführungen durch das LSO waren der „Pomp and Circumstances March No.3” und “Introduction and Allegro for String Orchestra” 1905, beide von Elgar komponiert und bei der Uraufführung dirigiert. Es folgten weitere Uraufführungen und Londoner Erstaufführungen von Kompositionen Elgars, davon einige von ihm selbst dirigiert. Ab Ende der 20er Jahre nahm die Plattenfirma HMV mit dem LSO und anderen britischen Orchestern das Gesamtwerk des Komponisten auf. In diesem Zusammenhang entstand im Juli 1932 auch die Aufnahme des Violinkonzertes op. 61 mit dem 17-jährigen Yehudi Menuhin und dem LSO unter Edward Elgar.
1912–1914 Arthur Nikisch

Ohne Arthur Nikisch wäre die USA-Tournee des LSO im Jahre 1912 so nicht möglich gewesen. Der New Yorker Konzertorganisator Howard Penn hatte ursprünglich andere Erwartungen bezüglich des Orchesters, weil Nikisch zeitgleich auch Gewandhauskapellmeister in Leipzig und Chefdirigent der Berliner Philharmoniker war. Nikisch setzte jedoch durch, diese Tournee mit dem LSO durchzuführen. Ebenfalls unter seiner Leitung entstanden die ersten Schallplattenaufnahmen des LSO 1913 und 1914 beim Label HMV. Arthur Nikisch konnte seine Tätigkeit als Chefdirigent des LSO wegen Beginn des Ersten Weltkrieges nicht mehr weiterführen, weil er weiterhin auch als Chefdirigent der Berliner Philharmoniker tätig war.
1915–1917 Thomas Beecham

1909 dirigierte Thomas Beecham das LSO zum ersten Mal. Von seiner auch finanziellen Förderung des Londoner Konzertlebens hat in den Jahren des Ersten Weltkrieges auch das LSO profitiert. Er nahm ab 1915 für eine Spielzeit die Position des Chefdirigenten des LSO de facto, wenn auch nicht explizit benannt, wahr.
1919–1922 Albert Coates

Albert Coates erlernte das Dirigieren bei Arthur Nikisch. Bevor er nach London kam, war er in Sankt Petersburg engagiert. Wegen der infolge der dortigen Revolution unsicheren Situation kam er nach England. Sein bevorzugtes Repertoire war das der russischen Meister. Er hatte die Gabe, eine gewisse Klientel reicher Gönner anzuziehen, wovon das Orchester natürlich auch profitieren konnte. Jedoch waren damit manchmal auch Forderungen bezüglich des Repertoires verbunden, denen das Orchester nicht folgen konnte. An mehreren Aufnahmen im Rahmen des 1919 mit der britischen Schallplattenfirma Columbia geschlossenen Drei-Jahres-Vertrages des LSO war er als Dirigent beteiligt. Er dirigierte viele Jahre danach immer wieder Schallplattenaufnahmen des Orchesters. Nach Beendigung seiner Zeit als Chefdirigent hatte das LSO sieben Jahre keinen Chefdirigenten, arbeitete aber mit mehreren renommierten Gastdirigenten zusammen.
1930–1931 Willem Mengelberg

Willem Mengelberg hat in seiner langen Amtszeit beim Concertgebouw-Orchester dieses zu Weltruhm gebracht. Voraussetzung seiner Verpflichtung als Chefdirigent war die Beendigung des Stellvertreter-Systems im LSO. Durch seine ab 1930 für eine Saison beim LSO durchgeführte intensive detaillierte Probenarbeit auch mit einzelnen Orchestergruppen wurden wesentliche Fortschritte des Orchesters bezüglich Zusammenspiel, Klang und Intonation erreicht.
1932–1935 Hamilton Harty

Der Ire Hamilton Harty war seit 1920 ständiger Dirigent des Hallé-Orchesters. Er verbesserte als Chefdirigent des LSO die musikalischen Standards des Orchesters weiter, seine Konzertprogramme hatten jedoch nicht den erhofften kommerziellen Erfolg. Er dirigierte bereits 1919 Aufnahmen mit dem LSO, weitere folgten in seiner Zeit als Chefdirigent. Nach seiner Zeit als Chefdirigent hatte das LSO dann 15 Jahre keinen Chefdirigenten.
1951–1954 Josef Krips

Josef Krips machte bereits seit 1947 mit dem LSO Schallplattenaufnahmen. Nach einem gemeinsamen Konzert in der Royal Albert Hall im Dezember 1948 entstand der Wunsch, ihn als nächsten Chefdirigenten zu binden. Es dauerte jedoch bis 1951, um seine Wiener Verpflichtungen zu beenden. Als gebürtiger Wiener war er besonders mit dem österreichischen und deutschen sinfonischen Repertoire vertraut. Als Chefdirigent verhalf er dem Orchester zu einem homogeneren, weniger individuellen Stil der einzelnen Orchestermusiker. Jeweils im März gab er mit dem LSO einen Beethoven-Zyklus, unter anderem mit allen Symphonien. Nach seiner Zeit als Chefdirigent realisierte er weiterhin mit dem LSO Aufnahmen für Schallplatten. Hervorzuheben ist hier besonders die komplette Aufnahme aller Beethoven-Symphonien aus dem Jahre 1960.
1960–1964 Pierre Monteux

Der französisch-US-amerikanische Dirigent war dem LSO bereits seit 1957 durch umfangreiche gemeinsame Musikaufnahmen und gemeinsame Konzerte bekannt. Während der Wiener Festwochen 1961, bei denen das LSO mit den drei Dirigenten Georg Solti, Leopold Stokowski und Pierre Monteux gastierte, kam es zu der Vereinbarung, dass der 86-jährige Pierre Monteux der nächste Chefdirigent werden sollte (mit einem 25-Jahres-Vertrag). Monteux hatte Debussy, Ravel und Stravinsky persönlich gekannt und mehrere deren Werke uraufgeführt. Demzufolge führte seine Bindung an das LSO zu einer wesentlichen Bereicherung für das Repertoire des Orchesters. Auch die Aufnahmetätigkeit mit Monteux wurde während seiner Zeit als Chefdirigent verstärkt. Monteux konnte nur drei Jahre seines Vertrages mit dem LSO erfüllen, da er am 1. Juli 1964 starb.
1965–1968 István Kertész

Der 1929 geborene ungarische Dirigent verließ 1956 Ungarn und war seitdem vorrangig in Deutschland als Dirigent tätig. István Kertész hatte das LSO bereits als Gastdirigent 1960 dirigiert. Die Musiker entschieden sich für ihn als Chefdirigent, weil die Mehrheit der Ansicht war, dass das Orchester mit ihm musikalisch die besten Ergebnisse erzielen könnte. Sein erstes Konzert als Chefdirigent gab er 1965. Seine Zeit als Chefdirigent war geprägt von sehr intensiver Probenarbeit als Vorbereitung auf hervorragende Konzerte. Repertoireschwerpunkte bildeten sein Lieblingskomponist Antonín Dvořák und die ungarischen Komponisten, wie z. B. Béla Bartók und Zoltán Kodály. Er forderte für die Verlängerung seines Vertrages weitgehende Entscheidungsrechte und Mitbestimmungsrechte in der Orchesterleitung, beispielsweise bezüglich der Besetzung von Stellen, die ihm die Orchesterleitung wegen der Regeln der Selbstverwaltung des Orchesters aber nicht einräumen konnte. Deswegen wurde sein Vertrag als Chefdirigent nicht über 1968 hinaus verlängert. Als Gastdirigent blieb er dem LSO weiter erhalten. In den Jahren 1963–1970 realisierte er umfangreiche Aufnahmen zusammen mit dem LSO.
1968–1979 André Previn

Der in Berlin geborene US-amerikanische Komponist, Arrangeur, Dirigent und Jazzpianist wurde 1968 mit knapper Mehrheit zum Chefdirigenten gewählt. Das Dirigieren erlernte er von Pierre Monteux. Seit 1967 war er Chefdirigent des Houston Symphony Orchestra. Da er bis zu diesem Zeitpunkt eher als Hollywood-Komponist und Arrangeur (wo er seit 1946 wirkte) sowie Jazz-Pianist bekannt war und erst seit relativ kurzer Zeit große sinfonische Orchester dirigierte, traf diese Entscheidung auf gewisse Vorbehalte. Diese Wahl erwies sich jedoch hinsichtlich der Anforderungen, die sich dem LSO zu dem Zeitpunkt stellten, als Glücksgriff. Der neue Chefdirigent sollte nämlich u. a. ein anerkannter Musiker sein, vorausschauend in die Zukunft planen können und für größere Publizität sorgen. Mit Previn führte das LSO fünf große USA-Tourneen, eine Russland- und zwei Japanreisen durch. Er dirigierte das Orchester beim ersten Konzert während des Debüts bei den Salzburger Festspielen 1973. Das Repertoire des LSO wurde insbesondere um viele Kompositionen britischer Komponisten erweitert, deren Werke wieder- bzw. uraufgeführt wurden. Mit der BBC-Sendereihe „André Previn‘s Music Night“ die er mit dem LSO durchführte, verschaffte er dem Orchester ein regelmäßiges großes Publikum wie niemals vorher. Er führte mit dem LSO von 1965 bis 1993 insgesamt über 110 Studioaufnahmetermine mit meist jeweils mehreren aufgenommenen Werken durch, darunter über 80 in seiner Zeit als Chefdirigent. Mit elf Jahren war seine Zeit die bis dahin längste eines LSO-Chefdirigenten. Er ist mit dem LSO als „Conductor Emeritus“ verbunden.
1979–1988 Claudio Abbado

Der italienische Dirigent und künstlerische Leiter der Mailänder Scala (von 1969 bis 1986) dirigierte 1966 das erste Mal das LSO und war bereits seit mehreren Jahren „Principal Guest Conductor“ des LSO. Demzufolge war es wenig überraschend, als er 1979 zum Chefdirigenten des LSO gewählt wurde. Abbado arbeitete hart und intensiv mit dem Orchester, welches zu der Zeit bereits einen äußerst prall gefüllten Proben-, Konzert- und Aufnahmeplan mit Musik aller Gattungen hatte. Dank seiner Anforderungen konnten Konzerte mit höchster musikalischer Qualität gegeben werden. Mit der von ihm 1985 initiierten Konzertreihe „Mahler, Wien und das zwanzigste Jahrhundert“ begann die Ära der thematischen Konzertreihen des LSO. In seine Zeit als Chefdirigent fiel auch die Eröffnung des Barbican Centre 1982. Nach der ersten Begeisterung über die neue Spielstätte zeigten sich aber akustische Probleme und infolgedessen auch sinkende Besucherzahlen mit daraus resultierenden finanziellen Problemen für das Orchester (die Akustik wurde dann bei der Rekonstruktion des Konzertsaales 2001/2002 grundlegend überarbeitet). Erst mit der o. g. und weiteren Konzertreihen sowie zusätzlichen organisatorischen Veränderungen konnten die finanziellen Probleme des LSO beseitigt werden. Claudio Abbado hat zunächst für die Plattenfirma DECCA, dann vorrangig für Deutsche Grammophon eine Reihe von Aufnahmen mit dem LSO eingespielt. Abbado beendete seine Tätigkeit beim LSO wegen des Angebotes einer Tätigkeit im weiteren Umfeld der Wiener Philharmoniker.
1988–1995 Michael Tilson Thomas

Der US-amerikanische Dirigent, Pianist und Komponist Michael Tilson Thomas (auch MTT genannt) hatte bereits 1970 sein Debüt als Dirigent beim LSO und ist ein Schüler von Leonard Bernstein (LSO-Präsident 1987–1990). Er erweiterte das Repertoire des LSO um bisher wenig bekannte amerikanische Komponisten und Kompositionen sowie neue zeitgenössische Werke und vergab Kompositionsaufträge. Jede neue Spielzeit eröffnete er mit einem neuen Werk. Bei Konzerten kommuniziert er mit dem Publikum, um diesem den Zugang zu den Werken zu erleichtern. Auch in Interviews und Gesprächen mit Journalisten gibt er detailliert zur Musikauswahl und den Stücken Auskunft. Michael Tilson Thomas hat mehrere thematische Konzertreihen mit dem LSO entwickelt und durchgeführt, z. B. zu der Musik von Steve Reich, George Gershwin, Johannes Brahms, Tōru Takemitsu, Nicolai Rimski-Korsakow, Claude Debussy und Gustav Mahler.
1993 nimmt Tilson Thomas mit dem LSO und Dudley Moore die sechsteilige TV-Serie Concerto! für den Sender Channel 4 auf. Seine „Discovery“-Konzert-Lektionen mit dem LSO wurden vom BBC-Fernsehen übernommen.
Von den durch Tilson Thomas mit dem LSO unternommenen Tourneen ist insbesondere die 1990 mit Leonard Bernstein nach Japan mit einer zweiwöchigen Residenz auf dem Pacific Music Festival in Sapporo hervorzuheben. Dabei gaben sie ihre Kenntnisse an hunderte junge talentierte Musiker in Lektionen und Meisterklassen weiter.
Michael Tilson Thomas hat eine Reihe von Aufnahmen mit dem LSO durchgeführt. Darunter waren ca. 15 Aufnahmen zeitgenössischer Werke u. a. von Steve Reich, Colin Matthews, Leonard Bernstein und Dominic Muldowney. Außerdem hat er mit dem LSO zwei Alben des Jazzmusikers John McLaughlin und eine Ballettmusik von Elvis Costello aufgenommen. Gegenwärtig ist Michael Tilson Thomas „Conductor Laureate“ des LSO.
1995–2007 Sir Colin Davis

Colin Davis war bereits 1959 das erste Mal Gastdirigent des LSO. 1960 trat er mit dem Orchester bei den BBC Proms auf. Im Jahre 1964 dirigierte er das Orchester auf seiner ersten Welttournee (USA, Japan, Korea und Hongkong). 1975 wurde er zum Principal Guest Conductor des LSO berufen. Als er 1995 zum Chefdirigenten gewählt wurde, war das Orchester durch die bestehende langjährige regelmäßige Zusammenarbeit bereits sehr mit ihm vertraut. Dadurch konnte wiederum eine neue Qualität der Aufführungen hinsichtlich Klangreichtum, Zusammenklang und künstlerischer Individualität erreicht werden. Langsam aber merklich veränderte sich der grundlegende Klang des Orchesters unter seiner Leitung. Auch unter Davis hat das LSO eine Reihe von Uraufführungen von zeitgenössischen Kompositionen durchgeführt, darunter u. a. von Michael Tippett, Hans Werner Henze, Colin Matthews, James MacMillan, Richard Bissill und Karl Jenkins.
Colin Davis hat mit dem LSO insgesamt über 140 Aufnahmetermine durchgeführt und damit die Aufnahmeaktivität von André Previn mit dem Orchester noch übertroffen. Die Gründung des Labels LSO Live im Jahre 2000 wurde auch auf Anregung von Colin Davis durchgeführt, um erfolgreiche Konzertaufführungen zu bewahren und diese außerdem für einen erschwinglichen Preis der Allgemeinheit zugänglich zu machen. Von den Aufnahmen für LSO Live wurden mit Colin Davis mehr als 45 durchgeführt. Colin Davis ist in der Geschichte des LSO der Chefdirigent mit der längsten Amtszeit. Er blieb dem LSO ab 2007 bis zu seinem Tod im Jahre 2013 als Präsident verbunden.
2007–2015 Waleri Abissalowitsch Gergijew

Der in Moskau geborene Dirigent ossetischer Abstammung ist seit über 25 Jahren Direktor und künstlerischer Leiter des Mariinski-Theaters in Sankt Petersburg. Die erste Konzertreihe im Barbican Centre mit ihm als Chefdirigent war ein ausverkaufter Gustav-Mahler-Zyklus. Auch mit seinem Prokofjew-Zyklus in der Spielzeit 2008/2009 erregte der charismatische Dirigent Aufsehen. Er hat das Orchester neben den Konzerten im Barbican Centre bei den BBC Proms, dem „Edinburgh International Festival“ und während umfangreichen Tourneen durch Europa, Nordamerika und Asien dirigiert. Bei dem ersten „LSO Open Air“-Konzert auf dem Trafalgar Square 2012 dirigierte er das LSO in einem Konzert mit freiem Eintritt vor ca. 10000 Zuhörern. LSO Live unterstützte das im Mai 2009 gestartete neue CD-, SACD- und DVD-Label des Mariinski-Theaters Sankt Petersburg u. a. durch die Möglichkeit der Vermarktung auf der LSO-Website.
2017–2023 Simon Rattle

Am 3. März 2015 gab das LSO bekannt, dass Simon Rattle ab September 2017 die Funktion des „Music Director“ übernehmen wird. Der 1955 in Liverpool geborene Dirigent hat im Mai 1977 das LSO das erste Mal bei einer Aufnahme dirigiert. Das Konzert-Debüt mit dem LSO folgte im Oktober 1977. Danach gab es längere Zeit zunächst wenig gemeinsame Aktivitäten. Ein wesentlicher Schwerpunkt seiner Tätigkeiten beim City of Birmingham Symphony Orchestra (1980–1998) und bei den Berliner Philharmonikern (seit 2002) lag in der Bekanntmachung der Musik des 20. Jahrhunderts und der Förderung der zeitgenössischen klassischen Musik. In den letzten Jahren wurden die gemeinsamen Auftritte und Aktivitäten mit dem London Symphony Orchestra deutlich verstärkt. Große Aufmerksamkeit erlangte der gemeinsame Auftritt bei der Eröffnungsveranstaltung der Olympischen Spiele 2012 in London. Am 14. September 2017 erfolgte das offizielle Antrittskonzert als Music Director des LSO. In diesem Konzert wurden neben einem Werk von Edward Elgar vier zeitgenössische Werke britischer Komponisten aufgeführt.
Nachfolger Simon Rattles ist seit 2023 Antonio Pappano.

## Gastdirigenten
Das LSO hat in seiner Geschichte mit einer Vielzahl von namhaften Gastdirigenten zusammengearbeitet. Zu den bedeutendsten gehörten und gehören bis heute u. a.:
Marin Alsop, Sir John Barbirolli, Leonard Bernstein, Karl Böhm, Pierre Boulez, Adrian Boult, Benjamin Britten, Édouard Colonne, Antal Doráti, Wilhelm Furtwängler, Eugène Goossens, Bernard Haitink, Sergiu Celibidache, Daniel Harding, Vince Mendoza, Kent Nagano, Seiji Ozawa, Simon Rattle, Mstislav Rostropovich, Sir Malcolm Sargent, Georg Solti, Fritz Steinbach, Leopold Stokowski, Richard Strauss, John Williams, Ralph Vaughan Williams und Sir Henry Wood.

## Auszeichnungen für Musikverkäufe
| Silberne Schallplatte - Vereinigtes Königreich - 1979: für das Album Encore - 1983: für das Album Rock Symphonies - 2013: für das Album Elgar/Cello Concerto/Sea Pictures - 2016: für das Album Star Wars – Episode 4 – A New Hope – O.S.T. - 2017: für das Album Rachmaninov/Piano Concertos Nos 1–4 - 2017: für das Album Holst: The Planets - 2019: für das Album Bing At Christmas Goldene Schallplatte - Deutschland - 1980: für das Album Classic Rock - 1981: für das Album Rock Symphonies (K-Tel) - 1988: für das Album Rock Symphonies (Portrait) - 1989: für das Album Monuments - 1990: für das Album Rock Symphonies II - Schweiz - 1989: für das Album Rock Symphonies II - 1998: für das Album Rock Symphonies - Vereinigte Staaten - 1972: für das Album Tommy - Vereinigtes Königreich - 1980: für das Album Rhapsody In Black - 1981: für das Album Classic Rock – Rock Classics - 1983: für das Album The Best of Classic Rock - 1985: für das Album The Power of Classic Rock - 1990: für das Album Greatest Hits - Hooked On Classics - 2013: für das Album Braveheart – O.S.T. - 2021: für das Album Classic Diamonds | Platin-Schallplatte - Vereinigtes Königreich - 1978: für das Album Classic Rock - 2015: für das Album Gorecki/Symphony No. 3 |

| Land/RegionAuszeichnungen für Musikverkäufe (Land/Region, Auszeichnungen, Verkäufe, Quellen) | Silber     | Gold       | Platin     | Verkäufe  | Quellen           |
| -------------------------------------------------------------------------------------------- | ---------- | ---------- | ---------- | --------- | ----------------- |
| Deutschland (BVMI)                                                                           | —          | 5× Gold5   | —          | 1.250.000 | musikindustrie.de |
| Schweiz (IFPI)                                                                               | —          | 2× Gold2   | —          | 50.000    | hitparade.ch      |
| Vereinigte Staaten (RIAA)                                                                    | —          | Gold1      | —          | 500.000   | riaa.com          |
| Vereinigtes Königreich (BPI)                                                                 | 7× Silber7 | 7× Gold7   | 2× Platin2 | 1.860.000 | bpi.co.uk         |
| Insgesamt                                                                                    | 7× Silber7 | 15× Gold15 | 2× Platin2 |           |                   |